# Polloneite
La polloneite (simbolo IMA: Plo) è un minerale del gruppo della sartorite appartenente alla famiglia dei "solfuri e solfosali" con composizione chimica AgPb46As26Sb23S120.

## Etimologia e storia
La polloneite prende il nome dalla sua località tipo, la miniera di Pollone presso Valdicastello (una frazione del comune di Pietrasanta in provincia di Lucca; Italia).

## Classificazione
La polloneite è un minerale che è stato riconosciuto dall'Associazione Mineralogica Internazionale (IMA) nel 2015, quindi non compare nella classica nona edizione della sistematica dei minerali di Strunz, aggiornata dall'IMA fino al 2009.
Compare però nell'edizione successiva, proseguita dal database "mindat.org" e chiamata Classificazione Strunz-mindat, dove la polloneite è elencata nella classe "2. Solfuri e solfosali (solfuri, seleniuri, tellururi; arseniuri, antimoniuri, bismuturi; solfoarseniuri, solfoantimonuri, solfobismuturi, ecc.)" e nella sottoclasse "2.H Solfosali di archetipo SnS"; questa viene suddivisa in base all'eventuale presenza di alcuni metalli, in modo tale da trovare il minerale nella sezione "2.HC Con solo Pb" dove è l'unico membro del sistema nº 2.HC.05h.
Anche nella Sistematica dei lapis (Lapis-Systematik) di Stefan Weiß la polloneite si trova nella classe dei "solfuri e solfosali" e nella sottoclasse dei "solfosali (S : As,Sb,Bi = x)"; questa viene ulteriormente suddivisa e si può trovare il minerale nella sezione dei "solfosali di piombo con As/Sb (x= 2,3 - 1,8)" dove forma il sistema nº II/E.25 insieme ad argentoliveingite, barikaite, carducciite, decatriasartorite, endecasartorite, enneasartorite, eptasartorite, guettardite, hyršlite, incomsartorite, liveingite, marumoite, rathite, sartorite e twinnite.

## Abito cristallino
La polloneite cristallizza nel sistema monoclino con il gruppo spaziale P21 (gruppo nº 4) con i parametri reticolari a = 8,413(2) Å, b = 25,901(5) Å, c = 23,818(5) Å e β = 90,01(3)°, oltre ad avere 1 unità di formula per cella unitaria.

## Origine e giacitura
La polloneite è stata trovata in alcune vene di un deposito idrotermale di barite-pirite-piombo-zinco-argento, qui è in paragenesi con la barite.
È un minerale molto raro ed è stato rinvenuto solo nella sua località tipo, la miniera di Pollone (43.95°N 10.26667°E) presso Pietrasanta (in provincia di Lucca, Italia).

## Forma in cui si presenta in natura
La polloneite si presenta in prismi di morfologia complessa con dimensioni fino a 0,5 mm. Il minerale ha colore grigio-nero, bianco alla luce riflessa. La lucentezza è metallica e il colore del suo striscio sulla mattonella di prova è nero.